# Paul Frère
Paul Frère (Le Havre, Francuska, 30. siječnja 1917. – Saint-Paul-de-Vence, Francuska, 23. veljače 2008.) je bio belgijski sportski novinar i vozač automobilističkih utrka.
Frère se utrkivao poluprofesionalno 15 godina, ali to je u osnovi bio samo dodatak njegovoj profesiji talentiranog i cijenjenog međunarodnog automobilističkog novinara. Njegova ozbiljnija trkačka karijera krenula je kada je osvojio utrku Grand Prix des Frontières 1952. za upravljačem HWM-a.
U Formuli 1 je nastupao od 1952. do 1956., a najbolji rezultat je ostvario u Belgiji 1956. kada je u Ferrariju završio na drugom mjestu iza momčadskog kolege Petera Collinsa. Godine 1960. osvojio je utrku 24 sata Le Mansa, zajedno s Oliverom Gendebienom, također u Ferrarijevom bolidu.
Godine 1963. napisao je knjigu Sports Car and Competition Driving, a dugi niz godina je bio stručnjak za Porscheove automobile. Nakon njegove smrti 2008., zavoj Stavelot na stazi Spa-Francorchamps je preimenovan u zavoj Paul Frère.

## Vanjske poveznice
- Paul Frère - Stats F1